# Studniówka

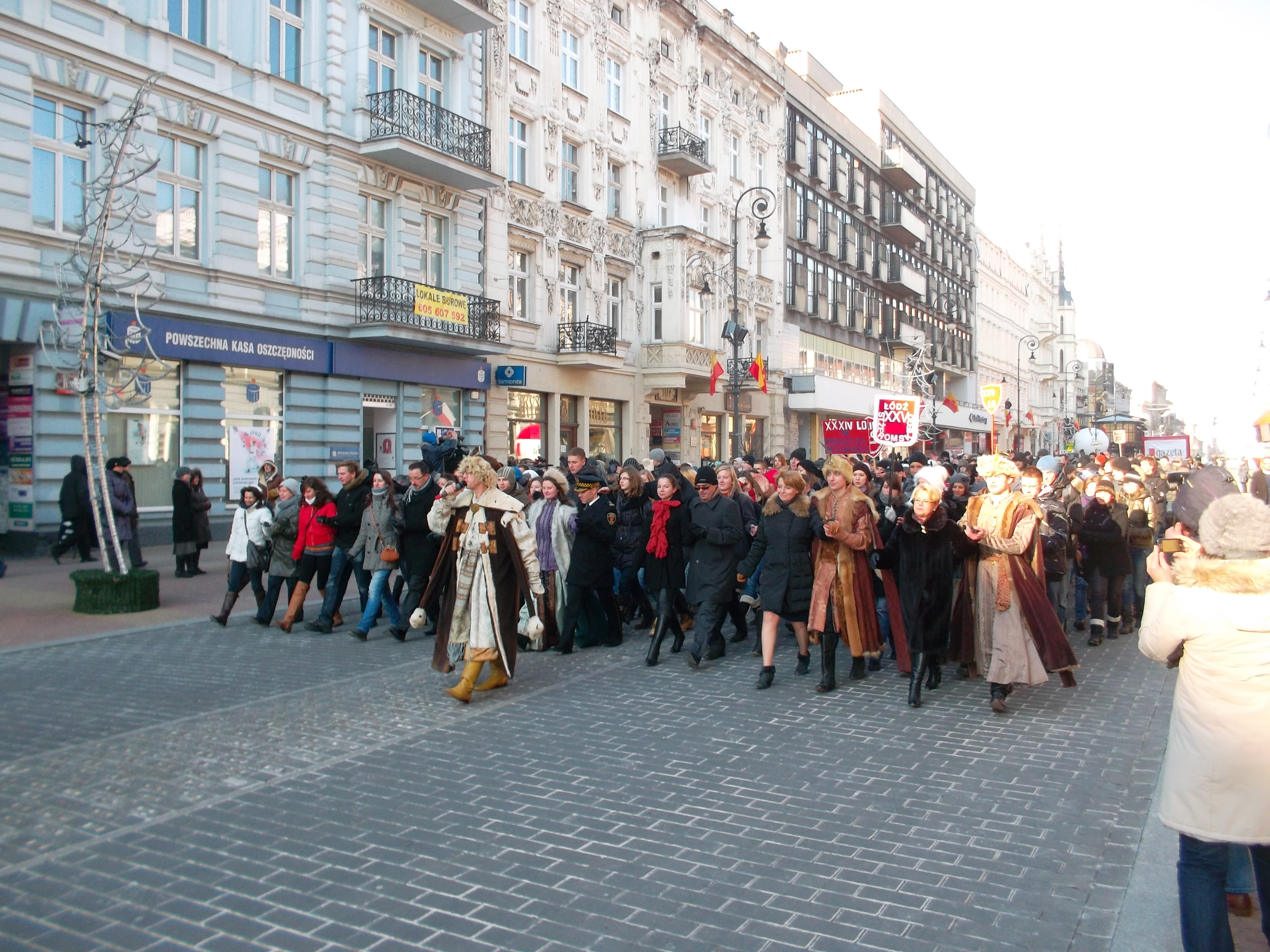
Polonaise der Abiturienten in Łódź, 2012

Die Studniówka (zu Deutsch: Hunderttagefeier) ist ein polnischer Abiturbrauch, hundert Tage vor der Abiturprüfung einen Ball zu veranstalten. Sie weist Ähnlichkeiten mit dem US-amerikanischen Prom oder dem deutschen Abiball bzw. Maturaball auf, wobei die Studniówka jedoch stets hundert Tage vor der Abiturprüfung stattfindet.

## Herkunft
Die Studniówka wird in ganz Polen an fast allen Lyzeen und technischen Gymnasien begangen. In der Regel organisieren und finanzieren die Eltern der Schüler den Ball. In der Regel werden auch die Lehrer zu dem Ball eingeladen. Der Dress Code ist sehr formal. In der Regel sind Anzug und Abendkleid Pflicht. Rote Unterwäsche soll bei der Abiturprüfung dagegen Glück bringen. In der Regel beginnt der Ball mit einem Sektempfang und Abendessen. Danach beginnt der Tanzabend mit einer Polonaise. Danach folgen modernere Tänze.